# Klinci s Ribnjaka
Klinci s Ribnjaka (Zagreb, 1985.) jedan su od najuspješnijih hrvatskih dječjih zborova. Do danas su objavili tridesetak diskografskih izdanja (CD-a i DVD-a). Sudjelovali su na svim većim festivalima diljem Hrvatske i u inozemstvu gdje su redovito osvajali prve nagrade. Također su ostvarili brojne glazbene suradnje s istaknutim glazbenicima poput Olivera Dragojevića, Nine Badrić, Vanne, Alana Bjelinskog, Matije Dedića, Davora Gopca, Jacquesa Houdeka, Ivane Kindl, Cubisma, Soulfingersa, Mustafe Ismailovskog i mnogih drugih.
Klinci s Ribnjaka 18 su puta bili nominirani za prestižnu diskografsku nagradu Porin, a ukupno su osvojili dvanaest Porina.

## Povijest dječjeg zbora
Klinci s Ribnjaka osnovani su 1985. godine u Zagrebu pod vodstvom profesorice i dirigentice Nensi Atanasov Premelč. Svoj prvi album pod nazivom Cimbuli ranjguli objavljuju 1990. godine, a 1992. godine njihova skladba Neobična priča nagrađena je Zlatnom notom na Zagrebfestu. Po toj skladbi daju ime svom drugom albumu koji 1993. godine izlazi na CD-u. Album Neobična priča prvi je hrvatski dječji CD koji osvaja Porina u kategoriji najboljeg dječjeg albuma. Promociju održavaju u zagrebačkoj diskoteci The Best.
Nakon toga slijedi niz vrlo uspješnih albuma: Najljepše želje, Blues za bočicu i dudu, Božić je, Šalata uživo, Disneyju s ljubavlju, ...a Porina dobiva..., 15. u Lisinskom, Božić dolazi, Susret mašte i stvarnosti, Punoljetni, a mali te Što je sreća.
Osim što surađuju s brojnim hrvatskim istaknutim glazbenicima, također ostvaruju suradnju s poznatim skladateljima, aranžerima, tekstopiscima i dirigentima poput Siniše Leopolda, Alana Bjelinskog, Zdravka Šljivca, Vedrana Ostojića, Zrinka Tutića i Rajka Dujmića. 
Održavaju veliki broj samostalnih koncerata po Zagrebu (KD Vatroslava Lisinskog, Dom sportova, dvorana KK Cibona, HNK Zagreb, ŠRC Šalata, Dom HV), ali također i izvan Zagreba (Šibenik, Rijeka, Varaždin, Split, Poreč, Koprivnica, Mostar, Austrija). Nekoliko godina nastupaju u projektu „Brodom po Jadranu“ i tom prigodom održavaju brojne koncerte. Također sudjeluju u mnogim humanitarnim akcijama, kako tijekom Domovinskog rata, tako i danas.
2005. godine povodom svog 20. rođendana objavljuju CD Pjesmom sve mogu ja - Klinci s Ribnjaka i prijatelji 2, na kojemu se nalaze prepjevi poznatih uspješnica Eltona Johna, Michaela Jacksona, Lionela Richiea, sastava ABBA, Boney M i Bee Geesa, plesnih hitova Lambada i Macarena te hitova iz filma Briljantin.
Tijekom 2006. i 2007. godine održavaju nekoliko koncerata u Splitu, Varaždinu, Zadru, Rijeci i Zagrebu s orkestrom maestra Alana Bjelinskog, a izdaju i albume Božić u HNK-u i Božićni blues. 2006. godine izlazi i dvostruki CD s njihovim najvećim uspješnicama pod nazivom Zlatna kolekcija.
2008. godine započinju ciklus proljetnih koncerata U gostima kod Klinaca u koncertnoj dvorani Vatroslava Lisinskog. Na prvom koncertu ciklusa ugošćuju dječji zbor Cicibani iz Karlovca.
2009. godine u suradnji s Ricardom Luqueom izdaju album pod nazivom Naše latino priče. Promocija CD-a održana je u sklopu ciklusa U gostima kod Klinaca.
2010. godine izdaju CD i DVD povodom 25. godina rada pod nazivom Četvrt stoljeća, za koji su 2011. godine nagrađeni desetim Porinom. To je snimka koncerta održanog povodom njihovog rođendana u sklopu ciklusa U gostima kod Klinaca, a gostovali su: orkestar Alana Bjelinskog, EX-Klinci, Oliver Dragojević, Davor Gobac, Soulfingers, Ricardo Luque, Los Caballeros, Bruna D. Souza te Plesna škola Spin. 
U sklopu ciklusa U gostima kod Klinaca 2011. godine ugošćuju dječji festival Neki novi klinci iz Novog Vinodolskog, Crikvenice i Bribira. U proljeće 2011. godine započinju ciklus live koncerata Djeca Hrvatske djeci Europe uz orkestar Alana Bjelinskog. Prvi takav koncert održan je u svibnju u Ljubljani pod visokim pokroviteljstvom predsjednika Josipovića i predsjednika Türka. Krajem 2011. godine izdaju novi božićni CD Dragi Djede...
Sljedeći koncert ciklusa Djeca Hrvatske djeci Europe održan je u dvorani Petrassi u Auditorium Parco della musica u Rimu u travnju 2012. godine pod visokim pokroviteljstvom predsjednika Republike Hrvatske Ive Josipovića, talijanskog predsjednika Giorgia Napolitana te gradonačelnika obaju gradova, Milana Bandića i Giannija Alemanna. U prosincu 2012. godine održan je i treći koncert iz istog ciklusa, ovaj put u Beču, a koncert je popratio i izlazak CD-a pod nazivom Advent u Beču. Četvrti koncert ciklusa Djeca Hrvatske djeci Europe održan je u svibnju 2013. godine u Budimpešti i također je postigao zapažen uspjeh. U travnju 2014. održan je i peti koncert iz istog ciklusa, ovaj put u Pragu.
2015. je godina u kojoj Klinci s Ribnjaka slave 30 godina postojanja, povodom čega su objavili i novi CD s 10 autorskih pjesama pod nazivom "Taxi za odrastanje", a u svibnju će održati i slavljenički koncert u KD Vatroslava Lisinskog uz pratnju orkestra.

## Zanimljivosti
Klinci s Ribnjaka sudjelovali su i u stvaranju filmske glazbe i snimanju vokala za razne hrvatske filmove i crtiće. Pojavljuju se u ratnom filmu Vukovar se vraća kući iz 1994., a također i u prvom hrvatskom dugometražnom crtiću Čudnovate zgode šegrta Hlapića iz 1997. Vizualno se pojavljuju u filmu Krste Papića Infekcija iz 2003., kao i u 1. sezoni serije Odmori se, zaslužio si.
Za potrebe animiranog filma Čudnovate zgode šegrta Hlapića snimili su dvije pjesme (Hlapićeva pjesma i Samo ljubav), koje se nalaze na istoimenom audio CDu iz 1997., a u sklopu glazbeno-humanitarne akcije Moj daleki prijatelju, koju su Klinci s Ribnjaka pokrenuli u suradnji s Hrvatskim Crvenim križem, snimili su pjesmu Moj daleki prijatelju na hrvatskom i engleskom jeziku, koja je objavljena na CDu koji je izašao u sklopu spomenute akcije za pomoć djeci žrtvama tsunamija u južnoj Aziji. Također su snimili i 3 pjesme s Jacquesom Houdekom (Idemo u zoološki vrt, Voda i Pazi, pazi, sunce), koje su izašle na Jacquesovom CDu Idemo u zoološki vrt.

## Diskografija
- Cimbuli rajnguli (LP, 1990.)
- Neobična priča (CD, 1993.)
- Najljepše želje (CD, 1994)
- Blues za bočicu i dudu (CD, 1995.)
- Božić je (CD, 1995.)
- Poštujte naše znakove (CD, 1995.)
- Klinci s Ribnjaka (Mini CD, 1995.)
- Cimbuli rajnguli (CD, 1996.)
- Naša domovina (Mini CD, 1996.)
- Šalata uživo (CD, 1997.)
- Sretan Božić (Mini CD, 1997.)
- Disneyju s ljubavlju (CD, 1999.)
- ...a Porina dobiva... (CD, 1999.)
- Stiže novo tisućljeće (Maxi CD, 1999.)
- 15. u Lisinskom (CD, 2000.)
- Božić dolazi (CD, 2001.)
- Klinci s Ribnjaka i prijatelji (CD, 2002.)
- Susret mašte i stvarnosti (CD, 2002.)
- Punoljetni, a mali (CD+DVD, 2003.)
- Što je sreća (CD, 2004.)
- Pjesmom sve mogu ja - Klinci s Ribnjaka i prijatelji 2 (2CD, 2005.)
- Zlatna kolekcija (2CD, 2006.)
- Božić u HNK-u (CD+DVD, 2006.)
- Božićni blues (2CD, 2007.)
- Naše latino priče (2CD, 2009.)
- Četvrt stoljeća (CD+DVD, 2010.)
- Dragi Djede... (2CD, 2011.)
- Advent u Beču (CD, 2012.)
- Taxi za odrastanje (CD, 2015.)

## Vanjske poveznice
- Službene stranice dječjeg zbora Klinci s Ribnjaka  Arhivirana inačica izvorne stranice od 7. travnja 2012. (Wayback Machine)
- Croatia Records - Klinci s Ribnjaka